# Dorfkirche Syhra

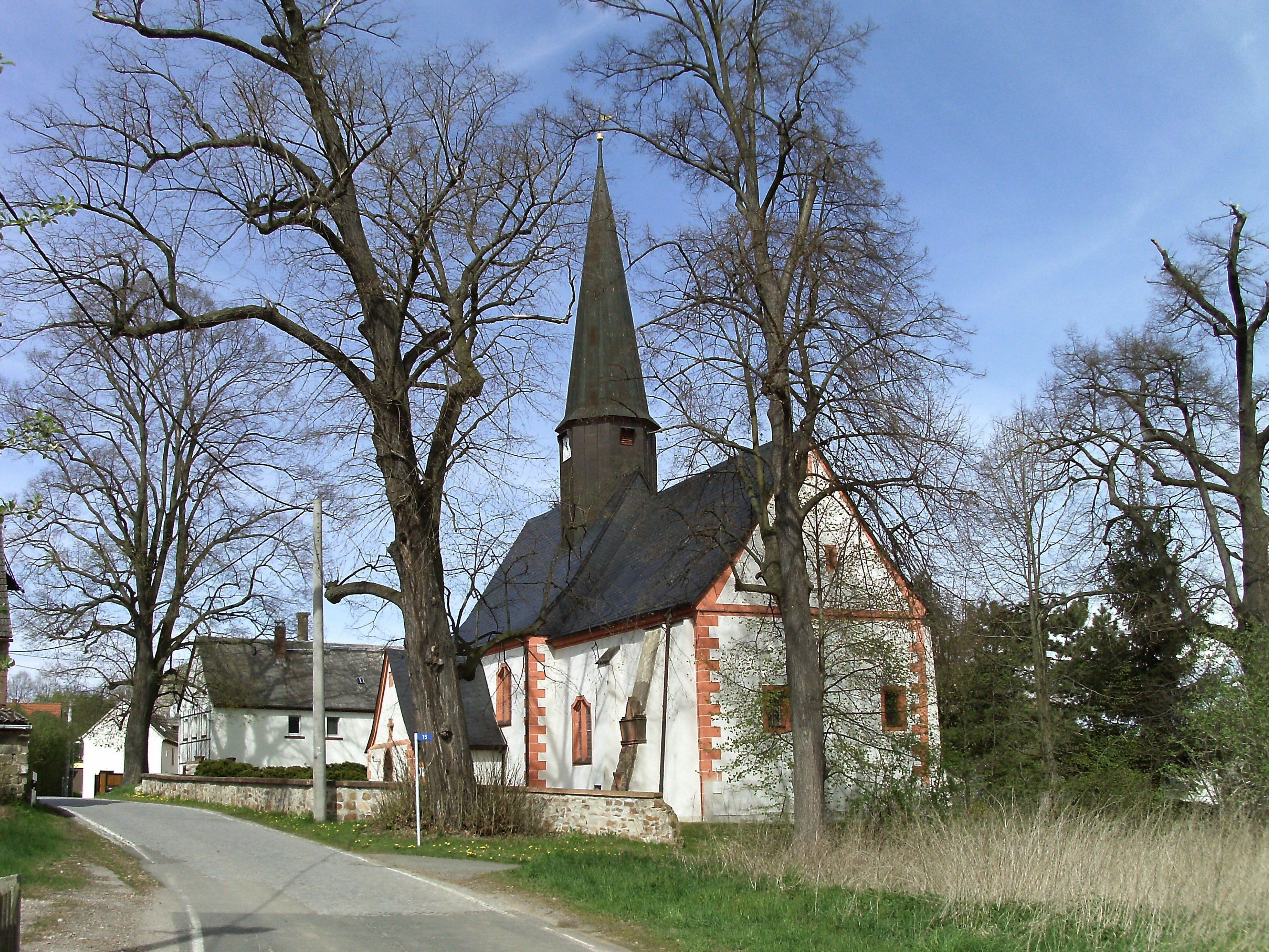
Dorfkirche Syhra

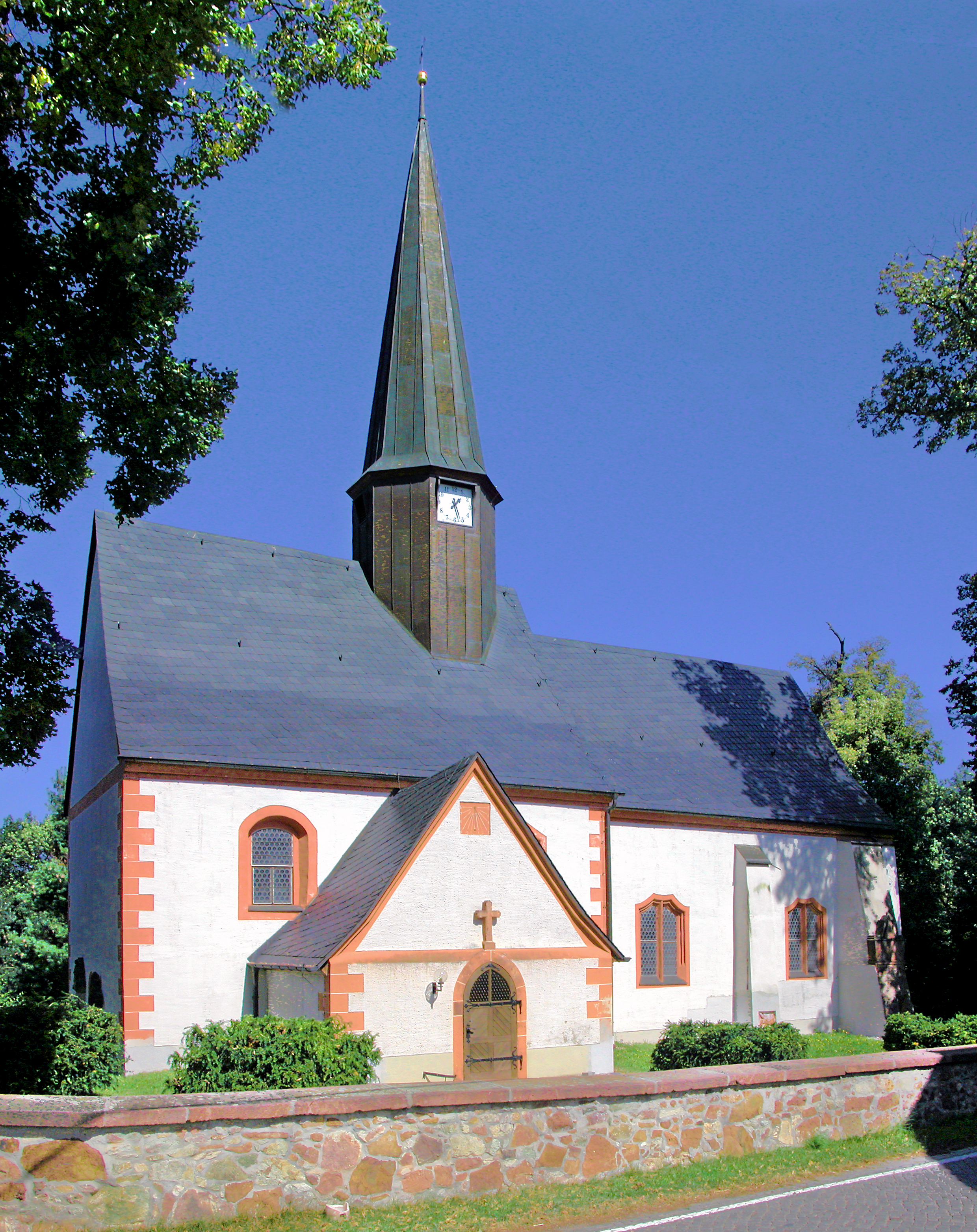
Ansicht von Süden

Die evangelische Dorfkirche Syhra ist eine im Kern romanische, spätgotisch geprägte Saalkirche im Ortsteil Syhra von Geithain im Landkreis Leipzig in Sachsen. Sie gehört zum Kirchspiel Geithainer Land im Kirchenbezirk Leipziger Land der Evangelisch-Lutherischen Landeskirche Sachsens.

## Geschichte und Architektur
Die Saalkirche mit beachtlicher Ausstattung enthält vom romanischen Ursprungsbau vermutlich nur noch den Triumphbogen in originaler Substanz. Zu Anfang des 16. Jahrhunderts wurde der Chor angebaut, Mitte des 16. Jahrhunderts wurde der Chor eingewölbt. Der verputzte Bruchsteinbau mit eingezogenem langgestreckten Chor endet in einem geraden Schluss. Ein Dachreiter mit spitzem Helm sowie breite Vorhangbogenfenster am Chor und an der Südseite des Saals akzentuieren das Bauwerk.
Das flachgedeckte Innere mit einem zentralen Holzpfeiler ist durch die qualitätvolle Ausstattung von besonderem Reiz. An drei Seiten sind Emporen mit einer Jahreszahl 1609 eingebaut. Der Chor ist mit Kreuzgratgewölbe geschlossen. Eine steinerne Empore vom Ende des  16. Jahrhunderts auf einer Säule ist an der Chornordseite eingebaut. Die Vorhalle ist mit bemalter Felderdecke geschlossen, auf der perspektivische Architekturansichten aufgemalt sind; möglicherweise stammen diese aus dem ehemaligen Herrenhaus aus der Mitte des 17. Jahrhunderts.

## Ausstattung
Das Hauptstück der Ausstattung ist ein prunkvoller Epitaphaltar mit hölzerner Pfeilerarchitektur für Anna von Einsiedel († 1598), der von Matthias Krodel dem Älteren geschaffen wurde. In der Predella ist die Stifterfamilie, im Hauptfeld eine gemalte Darstellung des Abendmahls mit der Jahreszahl 1586 und seitlich Wappenschilde, im Aufsatz die Kreuzigung zu sehen. Die Kanzel mit qualitätvollen Schnitzfiguren des früheren Altars zeigt am Korb Dorothea, Katharina, Maria, Barbara und Margareta aus der Zeit um 1500. Die etwa gleichzeitige Sandsteintaufe ruht auf einer gedrehten Säule und zeigt an der Kuppa Maßwerkverzierungen.
Ein Sarkophag unter der Chorempore für Anna von Einsiedel ist mit einer umlaufenden Reihe von Säulen verziert und zeigt im Gesims Engelsköpfe, darauf drei Engelsfiguren und zwischen den Säulen zahlreiche Wappenschilde. Auf dem Sarkophag befindet sich eine Sandsteinplatte mit Darstellung der Verstorbenen in zeitgenössischer Tracht vom Ende des 16. Jahrhunderts. Mehrere figürliche Grabsteine der Familie von Einsiedel stammen aus dem 16. und 17. Jahrhundert. Ein wohlgestaltetes Kastengestühl mit Inschriftfeldern an den Brüstungen ist ein Werk des 17. Jahrhunderts.
Die Orgel ist ein Werk von Jehmlich aus dem Jahr 1905.

## Herrenhaus
Das benachbarte ehemalige Herrenhaus wird heute als Gemeindehaus genutzt. Der schlichte zweigeschossige Bau ist mit einem Krüppelwalmdach gedeckt, wurde ursprünglich als Wasserburg erbaut und um 1660 umgebaut. Ein eingezogener Rundturm akzentuiert das Bauwerk, das Dach stammt aus dem Jahr 1675; ein rundbogiges Sitznischenportal zeigt die Wappen derer von Einsiedel aus derer aus dem Winkel. Die Eingangshalle ist mit Kreuzgratgewölbe auf kannelierten Porphyrsäulen gewölbt.